# Gianfranco Nocivelli
Gianfranco Nocivelli (Offlaga, 24 settembre 1934 – Verolanuova, 15 agosto 2019) è stato un imprenditore e dirigente d'azienda italiano.

## Biografia
Diplomato come perito elettronico all'Istituto tecnico industriale di Cremona, inizia a lavorare nell'impresa artigianale del padre Angelo, fondatore della OCEAN di Verolanuova (BS), della quale assume la guida col fratello Luigi nel 1955.
È stato amministratore delegato della holding di famiglia El.Fi. dal 1973 al 2001, presidente dell'Associazione Industriale Bresciana (AIB) dal 1988 al 1993, presidente di Federlombarda dal 1993 al 2004,  ed è membro di Federmeccanica.
Dopo il fallimento del Gruppo Nocivelli, attivo nella produzione di elettrodomestici, crea una nuova holding denominata Aer.Fi. con sede legale a Gallarate e della quale è presidente, rilevando la Argoclima e la sua controllata francese Technibel, aziende produttrici di apparecchi per il riscaldamento e la climatizzazione.
Nel 2005 è stato coinvolto al caso giudiziario relativo al fallimento avvenuto quattro anni prima del Gruppo Moulinex-Brandt, controllato dalla El.Fi. e del quale Nocivelli è stato amministratore delegato. Viene assolto dal tribunale di Lione poiché la responsabilità della bancarotta era stata dei precedenti proprietari, i quali non avevano dato informazioni sulla gravosa situazione finanziaria di Moulinex, prima che venisse rilevata dagli imprenditori bresciani.